# Philtraea latifoliae
Philtraea latifoliae là một loài bướm đêm trong họ Geometridae.